# روبرت ايميت بلدسو بايلور
روبرت ايميت بلدسو بايلور (بالإنجليزية: Robert Emmett Bledsoe Baylor)‏ (و. 1793 – 1874 م) هو سياسي، ومحامي، وقاضي من الولايات المتحدة الأمريكية . تولى منصب أعضاء مجلس النواب الأمريكي، وعضو مجلس النواب ألاباما .
وهو عضو في الحزب الديمقراطي الأمريكي .